# Хорхе Гонгора
Хорхе Гонгора Монтальван (ісп. Jorge Góngora Montalván, 12 жовтня 1906, Ліма — 25 червня 1999, там само) — перуанський футболіст, що грав на позиції нападника, зокрема, за клуб «Універсітаріо де Депортес», а також національну збірну Перу.
Чемпіон Перу 1929 року.

## Клубна кар'єра
У футболі дебютував 1924 року виступами за команду «Універсітаріо де Депортес», кольори якої захищав протягом восьми років. 
У 1932 році перейшов в «Аудакс Італьяно», а через рік в «Уніон Еспаньйола», де відіграв чотири сезони. Завершив кар'єру гравця в клубі «Універсідад де Чилі» в 1939 році.

## Виступи за збірну
1929 року дебютував в офіційних матчах у складі національної збірної Перу. Протягом кар'єри у національній команді, яка тривала 7 років, провів у її формі 2 матчі.
У складі збірної був учасником:
чемпіонату Південної Америки 1929 в Аргентині, де зіграв тільки в стартовому матчі з Аргентиною (0:3);
був присутній на чемпіонату світу 1930 року в Уругваї, але на поле не виходив;
домашнього чемпіонату Південної Америки 1935, де зіграв тільки в другому з трьох матчів і здобув разом з командою «бронзу», а також путівку на берлінські ОІ-1936;
Помер 25 червня 1999 року на 93-му році життя.

## Титули і досягнення
- Бронзовий призер Чемпіонату Південної Америки: 1935